# Földszin
Földszin (románul: Floreşti, 1937-ig Felța, németül: Felsendorf, helyi szász nyelvjárásban Fälzendref) falu Romániában, Erdélyben, Szeben megyében. Közigazgatásilag Szászszentlászló községhez tartozik.

## Nevének eredete
Neve a latin eredetű Felicianus férfinévből ered. Először 1305-ben Földsintelke, majd 1322-ben Feltevteluke, 1340-ben Vilzendorfh, 1349-ben Ffeuthuntelek és Feulthunteleke, 1357-ben Fetundorph, 1408-ban Fechyentelke, 1587–89-ben pedig Feoczentelke alakban említették.

## Fekvése
Szeben megye északkeleti részén, Nagyszebentől 99 km-re északkeletre, Erzsébetvárostól 15 km-re délkeletre, Rudály, Szászszentlászló, Keresd és Almakerék közt fekvő település.

## Népesség

### A népességszám változása
Népessége 1850-től a második világháborúig három–négyszáz fő között mozgott, azóta a szászok kivándorlása miatt felére–harmadára fogyott.

### Etnikai és vallási megoszlás
- 1910-ben 372 lakosából 193 volt német, 137 román és 42 cigány anyanyelvű; 195 evangélikus és 177 ortodox vallású.
- 2002-ben 127 lakosából 75 vallotta magát román, 45 cigány, öt magyar és két német nemzetiségűnek; 120 ortodox és 4 adventista vallásúnak. Anyanyelveként mind a 127 fő a románt jelölte meg.

## Története
Szász, később szász–román, illetve szász–román–cigány jobbágyfalu volt Fehér, majd Felső-Fehér vármegyében. Evangélikus egyháza 1766-ban 43 férfit és 50 asszonyt számlált. 1820-ban Bethlen Pál és József birtoka volt. Ötven jobbágy családfőjéből a nevek alapján kb. 37 lehetett szász és 13 román. 1876-ban Nagy-Küküllő vármegyéhez csatolták. Szász lakosságának többsége a szocialista rendszer második két évtizedében kivándorolt.

## Látnivalók
- Evangélikus templomát a Bethlen család építtette 1424-ben. 16. századi szárnyas oltárát Segesváron őrzik. Mai tornya 1835-ben épült. A templomot 2008-ban felújították.